# 2023.
◄ | 20. stoljeće | 21. stoljeće | 22. stoljeće | ►
◄ | 1990-ih | 2000-ih | 2010-ih | 2020-ih | 2030-ih | 2040-ih | 2050-ih | ►
◄◄ | ◄ | 2020. | 2021. | 2022. | 2023. | 2024. | 2025. | 2026. | ► | ►►
Arhitektura • Astronautika • Astronomija • Biologija • Film • Fotografija • Glazba • Kazalište • Kemija • Kiparstvo • Knjige • Književnost • Kršćanstvo • Meteorologija • Medicina • Planinarstvo • Politika • Pravo • Promet • Slikarstvo • Strip • Šport • Televizija • Znanost • Zrakoplovstvo • Željeznički promet
2023. (rimski: MMXXIII), dvadeset i druga je godina 21. stoljeća.
Opća skupština Ujedinjenih naroda proglasila je 2023. Međunarodnom godinom prosa te Međunarodnom godinom dijaloga kao jamstva mira. Europska komisija proglasila ju je Europskom godinom vještina.

## Događaji

### Siječanj
- 1. siječnja
  - Hrvatska zamjenjuje kunu eurom i postaje članica Eurozone te  ulazi u Schengenski prostor.
  - Napadi na policajce, vatrogasce i građane i palež u Berlinu, Frankfurtu i Zürichu. U Berlinu ozlijeđeno osamnaestero službenika i uhićeno stotinjak izgrednika, većinom stranoga podrijetla.[4]
- 5. siječnja
  - U kripti Bazilike sv. Petra u Rimu pokopan je papa Benedikt XVI.
  - U hrvatskim kinima prikazan prvi hrvatski 3D animirani igrani film, Cvrčak i mravica.
- 20. siječnja – Prosvjedi u Lyonu, Bordeauxu i inim francuskim gradovima protiv mirovinske reforme vlade Emmanuela Macrona.
- 25. siječnja – Christopher John Hipkins preuzeo dužnost 41. predsjednika vlade Novoga Zelanda.
- 26. siječnja – Devetero Palestinaca ubijeno u raciji izraelske vojske u izbjegličkomu kampu u Jeninu, u napadu na skupinu Islamski džihad.[5]
- 27. siječnja
  - U Dicmu pronađeni ostatci Trajanova carskoga spomenika.[6]
  - Sjedinjene Američke Države i Europska unija objavile sporazum o ubrzanju i poboljšanju korištenja umjetne inteligencije.[7]
  - U terorističkomu napadu na sinagogu u Istočnom Jeruzalemu poginulo sedmero ljudi.[5]
  - Philip Chen Chien-jen imenovan predsjednikom tajvanske vlade.[8]
  - U oružanomu napada na azerbajdžansko veleposlanstvo u Teheranu poginula jedna osoba.
- 28. siječnja – Petr Pavel izabran za češkoga predsjednika.
- 30. siječnja – U samoubilačkomu napadu pakistanskih talibana na džamiju u Peshawaru poginula najmanje 61 osoba.
- 31. siječnja – Ivan Štironja imenovan porečko-pulskim biskupom.[9]

### Veljača
- 5. veljače – Tisuće Nizozemaca Prosvjedovalo u Amsterdamu protiv uvođenja tzv. digitalnoga eura.[10]
- 6. veljače – Razorni potresi u Turskoj i Siriji ostavili najmanje 20 000 mrtvih i oko 75 000 ozlijeđenih.[11]
- 7. veljače – U Banjoj Luci utemeljen ogranak Matice hrvatske.[12]
- 10. veljače – U namještenom suđenju matagalpski biskup Rolando Álvarez osuđen na 26 godina i 4 mjeseca zatvora kao »izdajnik domovine« i »podrivatelj nacionalnoga integriteta«.[13]
- 11. veljače – Riječka grupa Let 3 pobijedila je na Dori i izborila nastup na Eurosongu u Liverpoolu. Njihova pobjeda izazvala je podjele, ali i euforiju oko Eurosonga u cijeloj Hrvatskoj kakva nije viđena godinama.
- 13. veljače
  - Nikos Christodoulides izabran za ciparskoga predsjednika.
  - Goranski medun dobio oznaku izvornosti Europske komisije.[14]
- 15. veljače – Studenti Prištinskoga sveučilišta prosvjedovali protiv osnivanja Zajednice srpskih općina.
- 16. veljače – Potres na Krku magnitude 4,8.
- 17. veljače – U Pleternici je otvoren Muzej bećarca.
- 18. veljače – Prosvjedi Kanađana u Ottawi za opoziv predsjednika vlade Justina Trudeaua.

### Ožujak
- 8. ožujka – Dalmatinska janjetina dobila oznaku zemljopisnoga podrijetla Europske komisije.
- 11. ožujka – Protuvladini i proturatni prosvjedi u Pragu.[15]
- 16. ožujka – Francuski predsjednik Emmanuel Macron aktivirao članak 49.3 Ustava koji omogućava proglašavanje zakona bez glasovanja. U više francuskih gradova izbili prosvjedi.
- 28. ožujka – Zlatko Dalić vodi hrvatsku nogometnu reprezentaciju po 72. put u kvalifikacijskoj utakmici za Euro 2024. pobjedom od 2:0 protiv domaćina susreta Turske, čime se izjednačuje s Miroslavom Ćirom Blaževićem po broju utakmica na klupi Vatrenih.

### Travanj
- 15. travnja – Papa Franjo prihvatio odreknuće kardinala Josipa Bozanića od službe nadbiskupa zagrebačkoga.[16]
- 17. do 23. travnja – U Areni Zagreb održano je Europsko prvenstvo u hrvanju.
- 21. travnja – Juniori splitskoga Hajduka pobjedom nad Milanom u Genevi plasirali su se u finale UEFA Lige mladih, što je jedan od najvećih uspjeha hrvatskoga juniorskoga klupskog nogometa.[17]
- 23. travnja – Islamski fundamentalisti napali katoličku školu u Nazaretu.[18] | Logotip Wikizvora | WikIzvor ima izvorni tekst na temu: Bula imenovanja msgr. Dražena Kutleše zagrebačkim nadbiskupom koadjutorom |
- 28. do 30. travnja – Papa Franjo u 41. apostolskom pohodu posjetio Mađarsku.
- 29. travnja – Dražen Kutleša preuzeo u Bogoslužnomu prostoru bl. Alojzija Stepinca službu nadbiskupa zagrebačkoga.[19]

### Svibanj
- 3. svibnja – U pucnjavi u osnovnoj školi u gradskoj četvrti Vračar, u Beogradu, smrtno stradalo devetero djece i jedna odrasla osoba.[20]
- 5. svibnja – Pucnjava u Mladenovcu. Smrtno stradalo osmero ljudi, a četrnaestero ih je ranjeno. Ovo je drugo masovno ubojstvo u Srbiji u tri dana.
- 17. svibnja – Fulanski islamisti ubili 42 kršćana i spalili desetke kuća u nigerijskomu Manguu.[21]
- 19. svibnja – Na Zapadnoj obali u Splitu otkrivene ploče u čast hrvatskih paraolimpijaca posvećene Antoniji Balek, Anđeli Mužinić, Ivanu Mikuliću i Dini Sinovčiću, osvajačima odličja na Paraolimpijskim igrama.
- 22. svibnja – Newyorški gradonačelnik Eric Adams proglasio 22. svibnja Danom hrvatske baštine (eng. Croatian Heritage Day).[22]

### Lipanj
- 14. lipnja – Hrvatska nogometna reprezentacija pobijedila Nizozemsku nakon produžetaka rezultatom 4:2 (2:2) i ušla u svoje prvo finale Lige nacija, a tek drugo uopće na velikim natjecanjima. Zanimljivo je da je ovo prva utakmica od 1952. u kojoj su dosuđena dva kaznena jedanaesterca protiv Nizozemske, ali i prvi poraz domaće momčadi u Rotterdamu nakon 23 godine.
- 18. lipnja – Hrvatska nogometna reprezentacija osvojila je srebrno odličje u završnici trećega izdanja UEFA Lige nacija. Zlato su boljim izvođenjem jedanaesteraca (5:4) osvojili reprezentativci Španjolske. Ovo je prvo odličje kojeg su "Vatreni" osvojili na nekom UEFA-inom natjecanju.
- 19. lipnja – Papa Franjo objavio apostolsko pismo Sublimitas et miseria homini, o četiristogodišnjici rođenja Blaisea Pascala.[23]
- 26. lipnja – Afrička svinjska kuga prvi put je otkrivena kod divljih svinja u lipnju 2023 u Hrvatskoj. Hrvatski veterinarski institut potvrdio je afričku svinjsku kugu u uzorcima krvi bolesnih svinja i u uzorcima organa uginulih svinja uzetih s dva objekta na području Posavskih Podgajaca u Vukovarsko-srijemskoj županiji.[24]

### Srpanj
- 5. srpnja – Svečano otvoreno treće izdanje šahovskog turnira Croatia Grand Chess Tour održanog u Zagrebu. Ceremoniji otvorenja prisustvovali su hrvatski premijer Andrej Plenković te bivši svjetski šahovski prvak Garry Kasparov. Turnir je trajao do 10. srpnja, a pobjednikom je postao Magnus Carlsen.
- 6. srpnja – Vlada Republike Hrvatske proglasila je maksimirski stadion i Stadion Poljud sportskim građevinama od nacionalnog interesa.
- 7. srpnja – Europska unija postigla dogovor o povećavanju proizvodnih kapaciteta industrije naoružanja.
- 19. srpnja – Zagreb i ostatak kopnene Hrvatske pogodila su olujna nevremena sa jakim vjetrom, najveća oluja koja je Hrvatsku pogodila od sredine 19. stoljeća.

### Kolovoz
- 1. do 6. kolovoza – Održao se Svjetski dan mladih u Lisabonu, na kojem je bilo 1,5 milijuna hodočasnika zajedno s papom Franjom.
- 6. kolovoza – Poplave u područjima oko rijeka Save, Drave i Mure, nakon olujnog nevremena u Sloveniji.
- 16. kolovoza – Muslimani spalili četiri crkve i napali kršćanske zajednice u pakistanskome Faisalabadu.[25]
- 25. kolovoza do 10. rujna – Svjetsko prvenstvo u košarci – Filipini, Japan, Indonezija 2023.

### Rujan
- 1. do 4. rujna – Papa Franjo u 43. apostolskom posjetu Mongoliji, u Ulaan Baataru.[26]
- 3. rujna – Održan je općecrnogorski zbor na Cetinju, na kojemu je mitropolit Antonije proglašen za sveca, smijenjen je mitropolit Mihailo i za novog mitropolita Crnogorske Pravoslavne Crkve izabran je mitropolit Boris.
- 8. rujna – Potres u Maroku magnitude 6,8 – 6,9 pogodio je regiju Marakeš-Safi. Epicentar potresa nalazio se 71,8 km jugozapadno od Marakeša, blizu grada Ighila u gorju Atlas. Poginulo je više od 1300, a ranjeno više od 1800 ljudi.
- 9. i 10. rujna – Više od dvije tisuće hodočasnika sudjelovalo na jubilarnu 300. hodočašću vjernika Grada Zagreba Majci Božjoj Bistričkoj.[27]
- 12. rujna – Oluja Daniel bila je najsmrtonosnija sredozemna oluja slična tropskoj ikad zabilježena. Oblikujući se kao sustav niskog tlaka oko 4. rujna 2023., oluja je pogodila Grčku, Bugarsku i Tursku s velikim poplavama, a najveću štetu napravila je u Libiji, pogotovo u gradu Derni, s više od 5000 mrtvih i 7000 ranjenih.
- 13. rujna – Francuski Državni zavod za frekvencije najavio zabranu prodaje pametnih telefona iPhone 12 i iPhone 12 Pro u Francuskoj.[28]
- 20. rujna
  - Prosvjedi u tridesetak gradova diljem Kanade protiv podučavanja transrodnosti u školama i smanjenja roditeljskih prava pod nazivom „1 Million March 4 Children”, u organizaciji Kamela El-Cheikha.[29]
  - Švicarski Nationalrat izglasao zakon o zabrani pokrivanja lica na javnim i privatnim mjestima dostupnima široj javnosti, uključujući i nošenje burke.[30]

### Listopad
- 7. listopada
  - Potresi u Heratu, u Afganistanu, odnijeli više od 1300 života, s više od 1800 ozlijeđenih.
  - Napad Hamasa na Izrael započeo je koordiniranom iznenadnom ofenzivom nekoliko militantnih skupina Palestinaca na izraelske gradove, granične prijelaze u Gazi, susjedne vojne objekte i civilna naselja. To je prvi izravni sukob unutar de jure područja Izraela još od arapsko-izraelskog rata 1948.[31] Izrael je službeno objavio rat, prvi put od Jomkipurskog rata 1973.

- 15. listopada – Papa Franjo objavio apostolsku pobudnicu C'est la confiance o 150. godišnjici rođenja sv. Male Terezije.[32]
- 29. listopada – Latinski patrijarh Jeruzalema Pierbattista Pizzaballa posvetio Svetu Zemlju Bezgrešnu Srcu Marijinu.[33]

### Studeni
- 18. studenoga – U Koloni sjećanja u Vukovaru prigodom Dana sjećanja ma žrtve Domovinskoga rata sudjelovalo 150 tisuća ljudi.[34]
- 19. studenoga – Javier Milei izabran za argentinskog predsjednika.
- 23. studenoga – Poljičica zaštićena kao nematerijalno kulturno dobro i upisana u Registar kulturnih dobara Republike Hrvatske.[35]

### Prosinac
- 3. prosinca – U bombaškome napadu članova Islamske države na svetu misu služenu na Državnome sveučilištu u Mindanau ubijeno je četvero, a ranjeno 72 ljudi.
- 23. do 25. prosinca – U koordiniranim napadima na kršćanske zajednice u pokrajini Plateau u Nigeriji ubijeno najmanje 198, a ranjeno oko 300 ljudi.[36]

## Smrti

### Siječanj
- 1. siječnja
  - Ferdinand Zovko, hrvatski bariton i sveučilišni profesor (* 1943.)
  - Fred White, američki bubnjar i član grupe Earth, Wind & Fire (* 1955.)
- 2. siječnja
  - Ken Block, američki vozač relija (* 1967.)
  - Zvonimir Iveković, hrvatski atletičar (* 1935.)
  - Ivka Dabetić, hrvatska glumica (* 1936.)[37]
- 3. siječnja
  - Mirko Zelić, hrvatski akademik i znanstvenik (* 1936.)
  - Stjepan Ivanić, hrvatski vojni zapovjednik (* 1944.)
- 5. siječnja – Željko Kućan, hrvatski akademik i biokemičar (* 1934.)
- 6. siječnja – Gianluca Vialli, talijanski nogometaš  (* 1964.)
- 7. siječnja – Adam Rich, američki glumac (* 1968.)
- 8. siječnja – Martin Semenčić, hrvatski dizajner zvuka i filmski montažer (* 1980.)
- 10. siječnja
  - Konstantin II., kralj Grčke, posljednji kralj Grčke (* 1940.)
  - Fabijan Lovrić, bosanskohercegovački i hrvatski pjesnik (* 1953.)
  - Jeff Beck, britanski glazbenik (* 1944.)
- 11. siječnja – Tatjana Patitz, njemački supermodel (* 1966.)
- 12. siječnja – Lisa Marie Presley, američka kantautorica (* 1968.)
- 16. siječnja
  - Gina Lollobrigida, talijanska glumica diva i fotografkinja (* 1927.)
  - Miro Glavurtić, hrvatski slikar, književnik i mistik (* 1932.)
- 18. siječnja – David Crosby, američki glazbenik (* 1941.)
- 22. siječnja – Silvija Luks, hrvatska televizijska novinarka i urednica (* 1944.)
- 27. siječnja
  - Miroslav Martinić, hrvatski novinar (* 1948.)
  - Sanja Zegnal, hrvatska novinarka (* 1965.)
  - Saša Petrović, bosanskohercegovački glumac (* 1962.)
- 28. siječnja – Tom Verlaine, američki glazbenik (* 1949.)
- 29. siječnja – George R. Robertson, američki glumac (* 1933.)
- 30. siječnja – Annie Wersching, američka  glumica (* 1977.)

### Veljača
- 3. veljače – Paco Rabanne, modni dizajner (* 1934.)
- 5. veljače – Pervez Mušaraf, pakistanski predsjednik (* 1943.)
- 6. veljače – Christian Atsu, ganski nogometaš (* 1992.) (pronađen 18. veljače)
- 8. veljače – Miroslav Ćiro Blažević, hrvatski nogometni trener i izbornik (* 1935.)
- 10. veljače
  - Jasmin Telalović, bosanskohercegovački i hrvatski kazališni, filmski i televizijski glumac (* 1977.)
  - Hugh Hudson, britanski filmski redatelj (* 1936.)
- 13. veljače
  - José María Gil-Robles, španjolski političar (* 1935.)
  - Leiji Matsumot, japanski crtač strip  (* 1938.)
- 14. veljače – Hrvoje Kačić, hrvatski vaterpolist, sveučilišni profesor i odvjetnik (* 1932.)
- 15. veljače – Raquel Welch, američka glumica (* 1940.)
- 17. veljače – Mladen Vidović, bosanskohercegovački glazbenik (* 1962.)
- 18. veljače – David O´Connell, američki biskup (* 1955.)[38]
- 19. veljače
  - Richard Belzer, američki glumac (* 1944.)
  - Greg Foster, američki atletičar (* 1958.)
  - Richard Belzer, američki glumac (* 1944.)
- 23. veljače – Slim Borgudd, bubnjar grupe ABBA (* 1946.)
- 27. veljače – Ricou Browning, američki glumac, redatelj, producent, scenarist i kaskader (* 1930.)
- 28. veljače – Just Fontaine, francuski nogometaš (* 1933.)

### Ožujak
- 2. ožujka
  - Wayne Shorter, američki jazz saksofonista (* 1933.)
  - Steve Mackey, američki basist grupa Britpop i Pulp (* 1966.)
- 3. ožujka – Tom Sizemore, američki glumac (* 1961.)
- 9. ožujka – Robert Blake, američki glumac (* 1933.)
- 12. ožujka – Dick Fosbury, američki atletičar (* 1947.)
- 13. ožujka – Marija Ujević-Galetović, hrvatska kiparica i akademkinja (* 1933.)
- 14. ožujka
  - Luigi Piccatto, talijanski ilustrator stripova (* 1954.)
  - Bobby Caldwell, američki pjevač (* 1951.)
- 15. ožujka – Antun Boris Švaljek, hrvatski slikar i grafičar (* 1951.)
- 17. ožujka
  - Miho Demović, hrvatski muzikolog i skladatelj (* 1934.)[39]
  - Dubravka Ugrešić, hrvatska književnica, esejistica i prevoditeljica (* 1949.)
  - Lance Reddick, američki glumac (* 1962.)
- 19. ožujka – Petar Nadoveza, hrvatski nogometaš i trener (* 1942.)
- 20. ožujka – Paul Grant, britanski glumac i kaskader (* 1966.)
- 22. ožujka – Veseljko Sulić, hrvatski baletan, koreograf i pedagog (* 1929.)
- 25. ožujka – Žare Batinović, hrvatski redatelj (* 1966.)[40]
- 28. ožujka – Paul O'Grady, britanski komičar i televizijski voditelj (* 1955.)
- 29. ožujka – Zlatko Madžar, hrvatski glazbeni urednik i novinar (* 1955.)
- 30. ožujka – Budislav Vukas, hrvatski pravnik i sveučilišni profesor (* 1938.)
- 31. ožujka – Smiljka Bencet-Jagarić, hrvatska glumica (* 1934.)

### Travanj
- 3. travnja – Žana Morović Rudić, hrvatska novinarka (* 1971.)[41]
- 6. travnja – Paul Cattermole, britanski pjevač i glumac (* 1977.)
- 8. travnja – Michael Lerner, američki glumac (* 1941.)
- 9. travnja – Valter Dešpalj, hrvatski violončelist (* 1947.)
- 10. travnja – Lasse Wellander, gitarist grupe ABBA (* 1952.)
- 13. travnja
  - Zvonimir Skender, hrvatski general (* 1939.)
  - Craig Breen, irski vozač rallya (* 1990.)
  - Smiljko Sokol, hrvatski pravnik, sudac i političar (* 1940.)
- 14. travnja – Mark Sheehan, irski glazbenik (* 1976.)
- 17. travnja
  - Josip Duvančić, hrvatski nogometaš i trener (* 1935.)
  - Denis Bižaca, hrvatski glazbenik (* 1963.)
- 19. travnja – Federico Salvatore, talijanski pjevač (* 1959.)
- 20. travnja – Moon Bin, južnokorejski pjevač (* 1998.)
- 25. travnja – Harry Belafonte, američki glumac i pjevač (* 1927.)
- 27. travnja – Jerry Springer, američki voditelj (* 1944.)

### Svibanj
- 2. svibnja – Damir Šolman, hrvatski košarkaš (* 1948.)
- 3. svibnja
  - Nikica Valentić, hrvatski političar i pravnik (* 1950.)
  - Jasmin Stavros, hrvatski pjevač (* 1954.)
- 11. svibnja – Barry Newman, američki glumac (* 1930.)
- 14. svibnja – Ante Cetinić, hrvatski glazbenik (* 1948.)
- 15. svibnja – Valentin Pozaić, hrvatski biskup (* 1945.)
- 18. svibnja
  - Helmut Berger, američki glumac (* 1944.)
  - Boris Bućan, hrvatski likovni umjetnik i akademik (* 1947.)
- 19. svibnja
  - Dževad Karahasan, bosanskohercegovački književnik, dramatičar, esejist, romanopisac (* 1953.)
  - Andy Rourke, britanski glazbenik (* 1964.)
- 21. svibnja
  - Ray Stevenson, britanski glumac (* 1964.)[42]
  - Lew Palter, američki glumac (* 1928.)
- 23. svibnja
  - Novak Kilibarda, crnogorski političar i književnik, povjesničar usmene književnosti i sveučilišni profesor (* 1934.)
  - Sanda Langerholz, hrvatska kazališna, televizijska i filmska glumica (* 1932.)
- 24. svibnja – Tina Turner, američka rock pjevačica (* 1939.)

### Lipanj
- 2. lipnja – Ivan Dvoržak, glazbeni urednik Hrvatskog radija (* 1973.)
- 3. lipnja – James Hines, američki atletičar (* 1946.)
- 8. lipnja – Mike Batayeh, američki glumac (* 1971.)
- 10. lipnja – Theodore Kaczynski, američki matematičar i terorist (* 1942.)
- 12. lipnja
  - Silvio Berlusconi, talijanski premijer (* 1936.)
  - Krunoslav Šarić, hrvatski glumac (* 1944.)
  - Treat Williams, američki glumac (* 1951.)
- 16. lipnja – Paxton Whitehead, britanski glumac, (* 1937.)
- 21. lipnja
  - Mijo Lončarić, hrvatski jezikoslovac (* 1941.)
  - Dragutin Feletar, hrvatski geograf, novinar, kulturni djelatnik i publicist (* 1941.)
- 25. lipnja
  - Koraljka Hrs, hrvatska glumica (* 1941.)
  - Igor Willheim, hrvatski glazbenik i pjevač (* 1965.)
- 26. lipnja
  - Frano Baras, hrvatski romanist, publicist i esejist (* 1931.)
  - Nicolas Coster, američki glumac (* 1933.)
- 29. lipnja
  - Inoslav Bešker, hrvatski novinar i sveučilišni profesor (* 1950.)
  - Alan Arkin, američki glumac (* 1934.)

### Srpanj
- 1. srpnja – Marin Hraste, hrvatski znanstvenik, sveučilišni profesor i akademik (* 1938.)
- 2. srpnja – Milan Milutinović, srpski političar i predsjednik (* 1942.)
- 4. srpnja – Mirko Bačić, hrvatski pjevač (* 1938.)[43]
- 6. srpnja
  - Elvira Voća, hrvatska pjevačica (* 1941.)
  - Berislav Dumenčić, hrvatski bubnjar u sastavu Termiti (* 1960.)
- 10. srpnja – Branko Blaće, hrvatski pjevač i glumac (* 1949.)
- 11. srpnja
  - Milan Kundera, češko-francuski književnik (* 1929.)
  - Mirsad Tuka, bosanskohercegovački glumac (* 1965.)
- 13. srpnja – Josephine Chaplin, američka glumica i kćer legende Charlieja Chaplina (* 1949.)
- 16. srpnja
  - Jane Birkin, engleska glumica (* 1946.)
  - Kevin Mitnick, američki stručnjak za računalnu sigurnost (* 1963.)
- 18. srpnja – Tea Korolija, hrvatska producentica (* 1975.)
- 20. srpnja – Mirko Novosel, hrvatski košarkaš i trener (* 1938.)
- 21. srpnja – Tony Bennett, američki pjevač (* 1926.)
- 22. srpnja – Vince Hill, britanski pjevač (* 1934.)
- 25. srpnja – Miroslav Lilić, hrvatski novinar (* 1944.)[44]
- 26. srpnja
  - Sinéad O'Connor, irska pjevačica (* 1966.)
  - Randy Meisner, basist i osnivač sastava Eagles (* 1953.)
- 30. srpnja
  - Branimir Dopuđa, hrvatski novinar i urednik (* 1947.)
  - David Albahari, srpski književnik i prevoditelj (* 1948.)
- 31. srpnja
  - Ivica Pivac, hrvatski poduzetnik i predsjednik Grupe Pivac (* 1952.)
  - Angus Cloud, američki glumac (* 1998.)

### Kolovoz
- 1. kolovoza
  - Josip Krunić, hrvatski filmski pedagog (* 1945.)
  - Damir Vrhovnik, hrvatski političar i poduzetnik (* 1947.)
- 3. kolovoza
  - Nikola Tolja, hrvatski povjesničar (* 1938.)
  - Elvira Petrozzi, talijanska redovnica, osnivačica  Cenacola (* 1937.)
- 5. kolovoza – Giuseppe Montanari, talijanski crtač stripova (* 1936.)
- 7. kolovoza – William Friedkin, američki filmski i televizijski redatelj, producent i scenarist (* 1935.)
- 8. kolovoza – Sanja Račić, hrvatska novinarka (* 1968.)
- 9. kolovoza
  - Robbie Robertson, američki glazbenik, i tekstopisac (* 1943.)
  - Robert Swan, američki glumac (* 1944.)
- 11. kolovoza – Goran Pelaić, hrvatski novinar (* 1947.)
- 12. kolovoza – Jozo Kapović, hrvatski novinar (* 1951.)
- 16. kolovoza
  - Beriz Belkić, bošnjački političar (* 1946.)
  - Miroslav Bošković, hrvatski nogometaš (* 1947.)
  - Đuro Perica, hrvatski političar (* 1941.)
- 17. kolovoza – Marko Vešović, crnogorski i bosanskohercegovački književnik (* 1945.)
- 19. kolovoza – Vitomir Belaj, hrvatski etnolog (* 1937.)
- 22. kolovoza – Toto Cutugno, talijanski pjevač (* 1943.)
- 24. kolovoza – Bray Wyatt, američki hrvač (* 1987.)
- 31. kolovoza – Miroslav Bertoša, hrvatski enciklopedist i povjesničar (* 1938.)[45]

### Rujan
- 3. rujna – Mirella Toić, hrvatska operna pjevačica (* 1953.)
- 5. rujna – Ivan Šuker, hrvatski političar i bivši ministar financija i potpredsjednik Vlade (* 1957.)
- 13. rujna – Boris Kalin, hrvatski filozof (* 1930.)
- 16. rujna – Milo Hrnić, hrvatski pjevač (* 1950.)
- 25. rujna – David McCallum, škotski glumac (* 1933.)
- 27. rujna – Slobodan Štambuk, hvarski biskup (* 1941.)
- 28. rujna – Michael Gambon,  irski glumac (* 1940.)

### Listopad
- 1. listopada – Asim Horozić, bosanskohercegovački skladatelj (* 1958.)
- 2. listopada
  - Smiljan Dragan Kožul, hrvatski katolički svećenik, franjevac, profesor, doktor crkvenih pravnih znanosti, crkveni sudac, karizmatik, egzorcist (* 1942.)
  - Mladen Šutej, hrvatski jedriličar (* 1945.)
- 4. listopada – Telesphore Placidus Toppo, indijski rimokatolički kardinal i nadbiskup Ranchija (* 1939.)
- 7. listopada – Marouf al-Bakhit, jordanski premijer (* 1947.)
- 8. listopada – Burt Young, američki glumac (* 1940.)
- 10. listopada – Nenad Cvetko, hrvatski glumac (* 1969.)
- 10. listopada – Vjeran Zuppa, hrvatski dramaturg i književnik (* 1940.)
- 14. listopada – Piper Laurie, američka glumica (* 1932.)
- 15. listopada – Suzanne Somers, američka glumica (* 1946.)
- 16. listopada – Martti Ahtisaari, finski predsjednik i nobelovac (* 1937.)
- 17. listopada – Josip Butković, hrvatski grafičar (* 1950.)
- 21. listopada – Bobby Charlton, engleski nogometaš i trener (* 1937.)
- 25. listopada – Nada Knežević, srbijanska pjevačica (* 1940.)
- 28. listopada – Matthew Langford Perry, američki glumac (* 1969.)
- 31. listopada – Tyler Christopher, američki glumac (* 1972.)

### Studeni
- 11. studenog – Pero Kvesić, hrvatski novinar, književnik i scenarist (* 1950.)
- 15. studenog – Žarko Laušević, crnogorski i srpski glumac (* 1960.)
- 15. studenog – Rosalynn Carter, prva dama SAD-a (* 1927.)
- 28. studenog – Josip Čorak, hrvatski hrvač (* 1943.)
- 29. studenog – Henry Kissinger, američki diplomat i političar (* 1923.)
- 30. studenog – Shane MacGowan, irsko-britanski glazbenik i tekstopisac (* 1957.)

### Prosinac
- 4. prosinca – Hadžem Hajdarević, bosanskohercegovački književnik (* 1956.)
- 4. prosinca – Vlado Pravdić, bosanskohercegovački glazbenik (* 1949.)
- 5. prosinca
  - Norman Lear, američki scenarist i producent (*1922.)
  - Denny Laine, američki glazbenik (* 1944.)
- 8. prosinca – Ryan O'Neal, američki glumac (* 1941.)
- 13. prosinca – Miljenko Grgić, hrvatsko-američki vinar (* 1923.)
- 16. prosinca – Colin Burgess, prvi bubnjar AC/DC-ja (* 1946.)
- 19. prosinca – Boro Jovanović, hrvatski tenisač (* 1939.)
- 25. prosinca – Jura Gašparac, hrvatski kolekcionar i voditelj (* [nedostaje izvor])
- 27. prosinca
  - Lee Sun Gyun, južnokorejski glumac (* 1975.)
  - Gaston Glock, austrijski inženjer i biznismen, tvorac pištolja Glock 17 (* 1929.)
  - Jacques Delors, bivši predsjednik Europske komisije (* 1925.)
- 28. prosinca – Jurica Popović, hrvatski glazbenik (* 1958.)
- 30. prosinca
  - Stipe Ercegović, srpski filmski redatelj (* 1948.)
  - Obrad Kosovac, hrvatski televizijski novinar (* 1941.)
  - Tom Wilkinson, britanski filmski glumac (* 1948.)

## Obljetnice i godišnjice
- Osamstogodišnjica potvrde franjevačkoga reda[46]
- Sedamstogodišnjica smrti Augustina Kažotića
- Šestogodišnjica rođenja Katarine Kosače[47]
- Četiristogodišnjica rođenja Blaisea Pascala[23]
- Dvjestogodišnjica rođenja Ante Starčevića
- 150. obljetnica rođenja Antuna Gustava Matoša, Male Terezije, Lajče Budanovića[48] i Blagoje Berse
- Stogodišnjica rođenja Miljenka Grgića,[49] Ive Robića i Majke Angelice[50]
- Stogodišnjica smrti Vatroslava Jagića
- Stogodišnjica osnutka Hrvatskog orlovskog saveza[51]
- Stogodišnjica picigina[52]
- Pedesetogodišnjica smrti J. R. R. Tolkiena

## Vanjske poveznice
|  | Zajednički poslužitelj ima još gradiva o temi 2023. |